# Res publica
Res publica — латинское выражение rēs pūblica [res pub´likā], означает буквально «вещь публичная» или «вещь общественная», то есть общественная собственность, в другом источнике общее дело. 
Первоначально выражение rēs pūblica употребляли применительно к объектам, находящимся на балансе муниципальных властей: паркам, водоёмам, дорогам, как антоним выражения res privatae («вещь частная» или частная собственность).
Впоследствии выражение стали употреблять с политическим подтекстом в значении «общее дело» (отсюда калька на англ. common cause), то есть нечто относящееся к государству или общественности. Отсюда буквально «общественное (или государственное) дело» и, собственно, «республика», как форма правления.
В ряде европейских языков форма res publica прошла через ср. французский réspublique, где в дальнейшем буква s стала глухой и слово дошло до данных языков как république (отсюда исп. и порт. república, англ. republic, южн. и зап. слав. република/republika и т.д.).